# Половинка (Нікольський район)
Полови́нка (рос. Половинка) — присілок у складі Нікольського району Вологодської області, Росія. Входить до складу Краснополянського сільського поселення.

## Населення
Населення — 16 осіб (2010; 14 у 2002).
Національний склад (станом на 2002 рік):
- росіяни — 100 %